# Герб Монако
Сучасний герб князівства Монако — щит, на якому зображені червоні ромби на білому тлі. Щит підтримують два монахи з мечами. Ці дві постаті мають символічне значення, адже у 1297 році, під час завоювання Монако, солдати Франциза Гарімальді були перевдягнуті в монахів і свої мечі ховали під рясами. Щит оточений ланцюгом ордена Св. Карла. Під щитом і під ногами монахів простягається стрічка з девізом роду Гарімальді: «Deo Juvante» (лат. З Божою поміччю). Щит вінчає корона, з якої простягається розгорнута пурпурова тканина.